# Port lotniczy Gagnoa
Port lotniczy Gagnoa – port lotniczy położony w Gagnoa. Jest czwartym co do wielkości lotniskiem Wybrzeża Kości Słoniowej.